# Conjunt Sant Just Parc
Conjunt Sant Just Parc és una obra de Sant Just Desvern (Baix Llobregat) protegida com a Bé Cultural d'Interès Local.

## Descripció
Conjunt d'habitatges esglaonats que s'adapten a la topografia de la muntanya. Aquest conjunt presenta interès tipològic i formal, el disseny remarca les xemeneies metàl·liques de color negre, perllongant les cases de maó.